# Аліти
Аліти (рос. аллиты, англ. allites, нім. Allite) — 
1. Продукти вивітрювання;
2. Глинисті породи з великим вмістом глинозему.

Аліт - найважливіший клінкерний мінерал-силікат, що визначає високу міцність, швидкість тверднення і ряд інших властивостей портландцементу. В клінкері він міститься звичайно в кількості 45-60%. Аліт розглядають як твердий розчин трикальцієвого силікату і невеликої кількості домішок MgO, A1203, P2O5 та ін.